# Valentín Uriona
Uriona  Lauciriga est un nom espagnol. Le premier nom de famille, en général paternel, est Uriona ; le second, en général maternel, souvent omis, est Lauciriga.
Valentín Uriona Lauciriga, né le 29 août 1940 à Múgica et mort le 30 juillet 1967 à Sabadell, est un coureur cycliste espagnol. Il a notamment remporté l'édition 1964 du Critérium du Dauphiné libéré.
Il meurt d'une commotion cérébrale, à la suite d'une chute intervenue lors du championnat d'Espagne sur route de 1967.

## Palmarès
- 1960
  - Tour du Goierri
- 1961
  - 2e du championnat d'Espagne des régions
- 1962
  -  Champion d'Espagne des régions
  - 9e étape de la Milk Race
  - 3e et 4eb (contre-la-montre) étapes du Circuito Montañés
  - 1re étape du Tour de Catalogne
- 1963
  - 7e étape du Tour d'Espagne
  - GP Llodio
  - 7eb étape du Tour de Catalogne (contre-la-montre)
  - 2e du championnat d'Espagne des régions
- 1964
  - 5e étape du Tour du Levant
  - Milan-Turin
  - Classement général du Critérium du Dauphiné libéré
  - 8e étape du Tour de Catalogne
  - 1re étape du Tour d'Ávila
  - 3e du championnat d'Espagne des régions
  - 7e du Tour d'Espagne
- 1965
  - 2e étape du Tour d'Ávila
  - 2e étape du Campeonato Vasco-Navarro de Montaña
  - 1re (contre-la-montre avec Francisco Gabica) et 8e étapes du Tour de Catalogne
  - 2e du Campeonato Vasco-Navarro de Montaña
  - 2e du Tour de La Rioja
  - 2e du Grand Prix de Biscaye
  - 2e du Tour d'Ávila
  - 8e de Paris-Luxembourg
- 1966
  -  Champion d'Espagne des régions
  -  Champion d'Espagne de course de côte
  - 6e étape du Tour du Levant
  - 4e étape du Tour d'Espagne
  - 2e du Campeonato Vasco-Navarro de Montaña
  - 6e du Tour d'Espagne
- 1967
  - Tour de Majorque :
    - Classement général
    - 3eb et 5e étapes

  - 1re étape du Tour des vallées minières
  - 2e de Barcelone-Andorre
  - 3e du Tour des vallées minières

## Résultats sur les grands tours

### Tour d'Espagne
5 participations
- 1963 : 18e, vainqueur de la 7e étape
- 1964 : 7e
- 1965 : abandon (7e étape)
- 1966 : 6e, vainqueur de la 4e étape,  maillot jaune pendant 9 jours (dont une demi-étape)
- 1967 : 31e,  maillot jaune pendant 1 jour

### Tour de France
5 participations
- 1963 : 50e
- 1964 : abandon (3e étape)
- 1965 : 13e
- 1966 : 14e
- 1967 : abandon (13e étape)